# Hidrobasaluminita
L'hidrobasaluminita és un mineral de la classe dels sulfats. Cristal·litza en el sistema monoclínic i la seva fórmula és: Al₄(SO₄)(OH)10·12-36H₂O.
Va ser descoberta l'any 1948 a la seva localitat tipus: Lodge Pit, Irchester, Northamptonshire, Anglaterra. Va ser anomenada així perquè és l'equivalent hidratat de la basaluminita. A temperatura ambient es deshidrata tot generant basaluminita, també coneguda com a felsőbányaita (Al₄(SO₄)(OH)10·4H₂O).
Segons la classificació de Nickel-Strunz, la hidrobasaluminita pertany a «07.DE: Sulfats (selenats, etc.) amb anions addicionals, amb H₂O, amb cations de mida mitjana només; sense classificar» juntament amb els següents minerals: mangazeïta, carbonatocianotriquita, cianotriquita, schwertmannita, tlalocita, utahita, coquandita, osakaïta, wilcoxita, stanleyita, mcalpineïta, volaschioita, zaherita, lautenthalita i camerolaïta.